# Richard Elliott Friedman
Richard Elliott Friedman (nacido 5 de mayo de 1946) es un erudito bíblico y el Profesor Ann y Jay Davis de Estudios judíos en la Universidad de Georgia.
Friedman nació en Rochester, Nueva York. Atendió a la Universidad de Miami (BA, 1968), el Seminario Teológico Judío de América (MHL, 1971), y Universidad de Harvard (Th.M. En Biblia hebrea, 1974; Th.D. En Biblia hebrea y Lenguas y Civilizaciones de Oriente Próximo, 1978). Fue el Profesor Katzin de Civilización judía: Biblia hebrea; Lenguas Orientales Cercanas y Literatura en la Universidad de California, San Diego, de 1994 hasta que 2006, cuando se unió a la facultad del Departamento de Religión de la Universidad de Georgia, donde es actualmente el Profesor Ann y Jay Davis de Estudios judíos. Friedman enseña cursos de hebreo, Biblia, y Estudios judíos.
Ha sido ganador de numerosos honores y premios, incluyendo el de Socio del American Council of Learned Societies. Fue un Socio Visitante en la Universidad de Cambridge y la Universidad de Oxford; y un Socio Sénior del American Schools of Oriental Research en Jerusalén. Participó en el Proyecto de excavaciones arqueológicas en la Ciudad de David de la Jerusalén bíblica. En su trabajo ¿Quién escribió la Biblia?,  proporciona un análisis actualizado de la hipótesis documentaria.

## Origen de la fuente P y D
Friedman sostiene que la fuente sacerdotal (P) del Pentateuco fue compuesta durante el reinado de Ezequías. P, por ejemplo, “enfatiza la centralización de la religión: un centro, un altar, un Tabernáculo, un sitio de sacrificio. ¿Quién era el rey  quién empezó la centralización? El rey Ezequías."
Según Friedman, y otros que también siguen las teorías de Julius Wellhausen con respecto a la formación de la religión de Israel, P es el trabajo del sacerdocio aarónico. Son las autoridades sacerdotales en el altar central – no Moisés, ni Corá, ni cualquiera otro levita. Sólo aquellos descendientes de Aarón pueden ser sacerdotes. Friedman continúa diciendo que “P siempre habla de dos grupos distintos, los sacerdotes y los levitas. ¿Quién era el rey que formalizó las divisiones entre sacerdotes y levitas? El rey Ezequías." El Libro de Crónicas informa explícitamente:
“Ezequías asignó (hebreo יעמד) a los sacerdotes y levitas en divisiones — cada de ellos según sus deberes como sacerdotes o levitas. (2 Crónicas 31:2)”
Friedman escribe que el “sacerdocio aarónico que produjo P tuvo adversarios, levitas que veían a Moisés y no a Aaron como su modelo. ¿Qué era el recordatorio más descarado del poder de Moisés que era visible en Judá?  La serpiente de bronce 'Nehushtan'. Según tradición, declarada explícitamente en E, Moisés la había hecho. Tenía el poder de salvar personas de la mordedura de serpiente. ¿Quién era el rey que rompió la Nehushtan? Ezequías.”
Friedman también ha propuesto que el profeta Jeremías, trabajando junto con su escribano Baruc, fue también la persona que es el fuente D, el Deuteronomista, quién escribió/reescribió los libros de Deuteronomio, Josué, Jueces, Samuel y Reyes. En su libro ¿Quién escribió la Biblia?  da la evidencia de apoyo que favorece esta identificación y también nota que ya en el Talmud Jeremías era visto como el autor de los Libros de Reyes. 
En su opinión esta parte de la Biblia tiene que ser vista como una historia teológica importante, la cual se centra en la alianza entre los judíos y Yahweh prometiendo prosperidad eterna para Israel pero reclamando que tienen que rendir adoración única Yahweh. En un ciclo largo de infidelidad-derrota-arrepentimiento-perdón la historia judía queda escrita. Según él, la primera historia acabada con rey Josías como el último rey temeroso de Dios, y fue más tarde reescrita después de la caída del reino en el 586 a. C., poniendo la culpa en el mal acaecido bajo Manasés, escribiendo "Ningún rey nunca surgió como Josías. Pero Yahweh no se echó atrás de su furia grande qué quemó en contra Judá por sobre todas las cosas en qué Manasés le había enfadado" (2 Reyes 23:25-26).

## Sobre el Éxodo
En su libro The Exodus: How It Happened and Why It Matters (2017), Friedman argumenta que existió un Éxodo histórico aunque implicó sólo unos pocos millares de personas, que dejaron Egipto durante el reinado del Faraón Ramsés II o de su hijo, Merenptah.
Este grupo más tarde se fusionó con los israelitas, introduciendo el culto de Yahweh en Canaán, junto con la idea de monoteísmo/monolatría, posiblemente inspirado en las reformas religiosas del Faraón Akenatón. Una vez en Israel, Yahweh suplantó el culto del dios cananeo El, y los dos dioses devinieron en uno y el mismo en la mentalidad religiosa israelita. Este grupo de nómadas sería el que más tarde formaría la Tribu de Leví.
El nombre Yahweh, según Friedman, estaba probablemente inspirado en la deidad Shasu Yhw, cuya presencia está atestiguada por dos textos egipcios del tiempo del Faraón Amennofis III (siglo XIV a. C.) y Ramsés II (siglo XIII a. C.).
Friedman también rechaza la idea que el monoteísmo judío nació durante la cautividad babilónica (ver Deutero-Isaías) y argumenta que el concepto de monoteísmo/monolatría estaba ya presente en el pueblo israelita desde el siglo XII a. C., a pesar de que durante muchos siglos recibió una fuerte resistencia desde los sectores politeístas de Israel.
El libro recibió revisiones positivas de varios eruditos bíblicos y arqueólogos como Thomas Römer, Carol Meyers y Thomas E. Levy y de publicaciones como Publishers Weekly, The Christian Century y The Jewish Journal.

## Escritos
- Richard Elliot Friedman, ¿Quién escribió la Biblia?, Harper San Francisco, 1987 (edición de segundo 1997).
- Richard Elliot Friedman, The Disappearance of God: A Divine Mystery, Little, Brown and Company, 1995.
- Richard Elliot Friedman, The Hidden Face of God, Harper San Francisco, 1996.
- Richard Elliot Friedman, The Hidden Book in the Bible, Harper San Francisco, 1999.

- Richard Elliot Friedman, Commentary on the Torah, Harper San Francisco, 2003.
- Richard Elliot Friedman, The Bible with Sources Revealed, HarperOne, 2009.

- Richard Elliot Friedman and Shawna Dolansky, The Bible Now, Oxford University Press, 2011.
- Richard Elliot Friedman, The Exodus, HarperOne, 2017.